# Baden (Austria)
Baden (o Baden bei Wien) è un comune austriaco di 25 692 abitanti nel distretto di Baden, in Bassa Austria, del quale è capoluogo e centro maggiore; ha lo status di città capoluogo di distretto (Bezirkshauptstadt). Nel 2021 è stata dichiarata patrimonio dell'umanità dall'UNESCO nelle Grandi città termali d'Europa.

## Geografia fisica

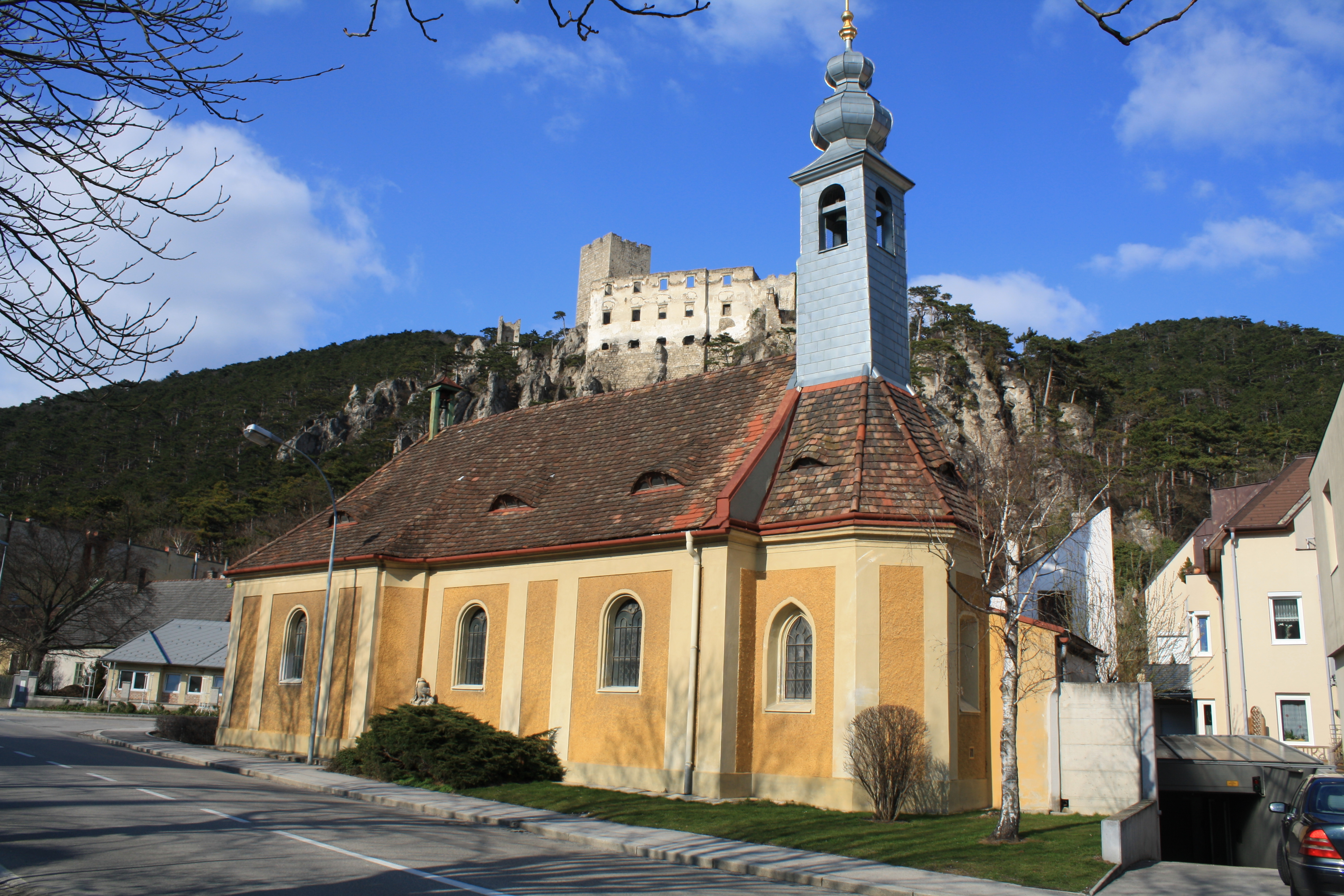
Chiesa di Sant'Elena; sullo sfondo, il castello di Rauhenstein

La città di Baden sorge a sud-ovest di Vienna, a metà strada fra la capitale e Wiener Neustadt.

## Storia
La località era nota sin dal tempo dei Romani con il nome di Thermae Pannonicae. Wolfgang Amadeus Mozart durante il suo soggiorno a Baden scrisse il mottetto Ave Verum Corpus.
Durante la prima guerra mondiale fu sede del comando supremo dell'esercito austro-ungarico, dislocato fino alla morte di Francesco Giuseppe nel novembre 1916 a Teschen e trasferito dal successore al trono Carlo a Schloss Weilburg, proprietà dell'Arciduca Federico d'Asburgo-Teschen. Il castello andò poi distrutto alla fine della seconda guerra mondiale.

## Monumenti e luoghi d'interesse
- Castello di Leesdorf
- Castello di Weikersdorf
- Castello di Scharfeneck

## Sport
La locale squadra di calcio è il Badener AC.